# Свети Спас (село)
Вижте пояснителната страница за други значения на Свети Спас.
Свети Спас е село в Западна България, Софийска област, община Долна баня.

## География
Селото обхваща вилната зона на Долна баня. Намира се в подножието на Рила. Отстои на 75 км от столицата София, на 3 км от общинския център гр. Долна баня и от с. Радуил, на 2,5 км от с. Марица.

## История
През май 2015 г. по предложение на кмета на община Долна баня, при изпълнени условия по Закона за административно-териториално устройство (изградена социална инфраструктура и постоянно живеещо население), Общинският съвет взима решение да предложи на Министерския съвет създаване на селото.
То е създадено с Решение № 783 на МС на България и наименувано с Указ № 203 на президента на България, считано от публикуването на актовете в „Държавен вестник“ на 6 ноември 2015 г.